# 富田譚玲
富田譚玲（Tamlyn Tomita，1966年1月27日—），是一名美國女演員。因出演1986年的電影《小子難纏2》中的久美子一角而聞名，並在2021年的網絡電視劇《眼镜蛇道馆》中再次飾演了該角色。也以在1993年的電影《喜福會》中飾演的韋弗利·鍾一角而聞名。
此外，還出演了電影《來看天堂》（1990年）、《照片新娘》（1994年）、《瘋狂終結者》（1995年）、《機器人故事》（2003年）、《明日之後》（2004年）、《外國人2：愛我如我》（2005年）出演角色。也在《24》、《欢乐合唱团》、《少狼》、《逍遙法外》等連續劇中擔任常規角色。

## 早年生活
富田於1966年1月27日出生在日本沖繩市嘉手納基地，父親是日裔美國人，母親是日本裔菲律賓人。她自幼於於美國加利福尼亚州洛杉磯成長，其家庭歷史與二戰時期有著深刻的聯繫，父親曾被關押在強制收容所中。父母是在朝鮮戰爭和越戰期間在沖繩駐紮時相識的，母親來自馬尼拉，是沖繩裔日本人和菲律賓移民的混血兒。二戰結束後，一家人定居於沖繩。父親返回洛杉磯後成為了一名洛杉矶警察局警察。
在格蘭納達山高中完成學業後，富田進入加州大學洛杉磯分校主修歷史，原本打算成為歷史教師。1984年，在大學三年級時被選為二世週日本祭的女王。1986年，受到1963年的日美混血選美皇后海倫·富奈（Helen Funai）的鼓勵，與其他日裔美國演員參加了《小子難纏2》中久美子角色的試鏡。在完成了父母的要求和大學學業後，開始了自己的演藝事業。

## 職業生涯

### 電影
自從《小子難纏2》之後，開始在許多獨立電影中擔任主演。1987年，出演了由川島透導演的日本電影《夏威夷之夢》，與時任三郎和強尼大倉等人合作演出。並在1990年電視電影《來看天堂》中飾演主角。1993年，與溫明娜一起在合演電影《喜福會》中演出。 隔年，參演了獨立電影《照片新娘》。 1995年，在喜劇片段電影《瘋狂終結者》中，由羅伯特·羅德里格斯執導的第三個故事中與安東尼奧·班德拉斯合作演出。
21世紀後，富田繼續出演更多獨立電影和好萊塢大片，如在《明日之後》中扮演珍娜·高田一角。2005年，主演了巴西電影《外國人2：愛我如我》和2003年獨立電影《機器人故事》。 也與友二億本出演了描繪由美國日裔士兵組成的第442團戰鬥隊的電影《只有勇者》。

### 電視劇
電視節目方面，富田於1988年5月至9月間在NBC肥皂劇《聖塔巴巴拉》中飾演了李明一角。1994年，客串出演了《超時空戰將》第3季的第1集。2008年，參演了ABC肥皂劇《杏林春暖》。2012年，以準常規角色的身份出演了肥皂劇《我們的日子》。
從1996年到1997年，富田在UPN連續劇《燃燒地帶》中擔任常規角色。1993年，出演了《巴比伦五号》的試播集。在她的職業生涯中，還客串出演了許多戲劇和喜劇節目中。此外，也在《遇見喬丹》、《执法悍将》、《24》、《靈異之城》、《英雄》、《法律與秩序：洛杉磯》、《欢乐合唱团》、《少狼》、《亡者再臨》、《逍遙法外》、《追尋人生》等節目中長期擔任常規角色。
2016年，在Epix的連續劇《柏林諜影》中擔任常規角色。從2017年到2019年，在ABC醫療劇《好醫生》中作為反覆出演角色。2020年，開始在CBS All Access的連續網絡劇《星際爭霸戰：畢凱》中擔任半常規角色，飾演混血的羅密倫和瓦肯人准將歐。
2021年，在電影《小子難纏》系列的續集電視劇《眼镜蛇道馆》中再次飾演久美子一角，這是她35年來再次飾演該角色，並參演了2集。

## 個人生活
富田的丈夫是演員丹尼爾·布林科夫（Daniel Blinkoff），兩人在過去已約會多年。

## 出演作品

### 電影
| 年份   | 標題                          | 角色                 | 備註     |
| ------ | ----------------------------- | -------------------- | -------- |
| 1986年 | 小子難纏2                     | 久美子               |          |
| 1987年 | 夏威夷之夢                    | 齊藤凱倫             |          |
| 1988年 | 治愈一個國家                  | 瑪雅                 | 電視電影 |
| 1990年 | 越南、德州                    | 蘭                   |          |
| 1990年 | 廣島：灰燼之外                | 紗麗                 | 電視電影 |
| 1990年 | 來看天堂                      | 河村百合子           |          |
| 1993年 | 巴比倫五號:聚集               | 高島勞雷爾少校       | 電視電影 |
| 1993年 | 喜福會                        | 韋弗利·鍾            |          |
| 1994年 | 照片新娘                      | 加奈                 |          |
| 1994年 | 消失的兒子II                  | 朗西                 | 電視電影 |
| 1994年 | 消失的兒子IV                  | 朗西                 | 電視電影 |
| 1995年 | 瘋狂終結者                    | 妻子                 |          |
| 1997年 | 推定殺人者（The Killing Jar） | 黛安‧桑福德          |          |
| 1997年 | 觸摸                          | 検察官               |          |
| 1998年 | 百分之百（Hundred Percent）   |                      |          |
| 1998年 | 聲曼（Soundman）              |                      |          |
| 1998年 | 大聲生活（Living Out Loud）   |                      |          |
| 1999年 | Life Tastes Good              |                      |          |
| 1999年 | 地球上的最後一個人            |                      | 電視電影 |
| 2000年 | 失控病毒（Runaway Virus）     | 趙美妮               | 電視電影 |
| 2003年 | 機器人故事                    | 瑪莎                 |          |
| 2004年 | 明日之後                      | 珍娜·高田            |          |
| 2005年 | 外國人2：愛我如我             | 瑪麗亞·山下·薩利納斯 |          |
| 2006年 | 只有勇者                      | 高田瑪麗             |          |
| 2007年 | 爆發感染5                     | 梅麗莎·洛            | 電視電影 |
| 2008年 | 異度見鬼                      | 張太太               |          |
| 2010年 | 鐵拳                          | 風間準               |          |
| 2016年 | 恐怖好鄰居                    | 希瑟克·倫威爾        |          |
| 2024年 | ULTRAMAN：崛起                | 佐藤惠美子/南        | 配音     |

### 電視劇
| 年份         | 標題                         | 角色               | 備註                    |
| ------------ | ---------------------------- | ------------------ | ----------------------- |
| 1987-1988年  | 聖塔巴巴拉                   | 李明               | 31集                    |
| 1992年       | 時空怪客                     | Tamlyn Mazda       | 1集                     |
| 1994年       | 作家與謀殺案                 | Sharon Matsumoto   | 集數「Death in Hawaii」 |
| 1996-1997年  | 燃燒地帶                     | Kiberly Shiroma    | 11集                    |
| 1996、1998年 | 杏林先鋒                     |                    | 2集不同角色             |
| 1999年       | 威尔与格蕾丝                 | Naomi              | 1集                     |
| 2000年       | 納什大橋                     | Amy Chin           | 2集                     |
| 2001年       | 普羅維登斯                   | 瑪麗·卡西迪        | 1集                     |
| 2001年       | 遇見喬丹                     | 格蕾絲·雅克拉      | 3集                     |
| 2002年       | 光頭神探                     | 肥越旺達           | 1集                     |
| 2002-2003    | 执法悍将                     | 崔西·馬內蒂        | 第8季半常規7集          |
| 2002-2003    | 24                           | 珍妮·道奇          | 第二季共5集             |
| 2003年       | The Agency                   | 伊莉莎白           | 2集                     |
| 2004、2005年 | NORTH SHORE                  | 蕭                 | 2集                     |
| 2006年       | 白宮女總統                   | 蘭迪               | 1集                     |
| 2006年       | 星際之門：SG-1               | 沈                 | 2集                     |
| 2006、2008年 | 星際奇兵：亞特蘭提斯         |                    | 串場                    |
| 2006-2009年  | 靈異之城                     | 金                 | 5集                     |
| 2008年       | 格蕾絲的救贖                 | 陳托莉             | 1集                     |
| 2008、2010年 | HEROES                       | 中村石（弘的母親） | 2集                     |
| 2009年       | 神經妙探                     | 艾琳·希爾議員      | 第七季1集               |
| 2009年       | 超感警探                     | 洛里·梅迪納        | 第一季1集               |
| 2009年       | 犯罪心理                     | CDC 琳達·木村      | 第四季1集               |
| 2009年       | CSI犯罪現場：邁阿密          | 莎拉·福特漢姆      | 1集                     |
| 2008-2009年  | 杏林春暖                     | 吉賽爾             | 6集                     |
| 2009年       | 醫診情緣                     | 凱蒂的律師         | 1集                     |
| 2010年       | 孟菲斯節拍                   | 諾琳·德雷克        | 1集                     |
| 2010-2011年  | 法律與秩序：洛杉磯           | 驗屍官西澤美和子   | 10集                    |
| 2011-2012年  | 歡樂合唱團                   | 茱莉亞·張          | 第三季3集               |
| 2012年       | 我們的日子                   | 余愛倫             | 8集                     |
| 2012年       | 體操公主                     |                    | 1集                     |
| 2012年       | 触摸未来                     | 大杉和子           | 1集                     |
| 2013年       | 尋骨線索                     | 愛麗絲·克勞福德    | 1集                     |
| 2013年       | 噬血真愛                     | 鈴木               | 1集                     |
| 2014-2017年  | 少狼                         | 幸村乃志子         | 17集                    |
| 2016年       | 柏林諜影                     |                    |                         |
| 2017-2019年  | 好醫生                       | 艾蕾葛菈·青木      |                         |
| 2018年       | 高堡奇人                     | 渡邊加奈子         |                         |
| 2020年       | 星際爭霸戰：畢凱             | 歐准將             | 6集                     |
| 2020年       | 新唐老鴨俱樂部               | 手塚探長           | 配音、1集               |
| 2021年       | 眼镜蛇道馆                   | 久美子             | 2集                     |
| 2023年       | 君主計畫：神祕組織與怪獸之謎 | 卡洛琳·朗達        | 2集                     |
| 2024年       | 降世神通：最後的氣宗         | 由里香             |                         |

## 外部連結
- 富田譚玲在互联网电影资料库（IMDb）上的資料（英文）
- 富田譚玲的X（前Twitter）
- 富田譚玲的Instagram帳戶